# Кивать (Кузоватовский район)
Кивать — село в Кузоватовском районе Ульяновской области. Входит в состав Еделевского сельского поселения.

## География
Расположено на реке Томышевка в 7 км к северо-западу от центра сельсовета Еделево, в 9 км к югу районного центра Кузоватово, в 106 км от областного центра Ульяновск
Ближайшие населенные пункты
Чёрный Ключ 4 км, Лесное Чекалино 5 км, Алексеевка 6 км, Лесхоз 7 км, Еделево 7 км, Зелёный Курган 8 км, Красная Балтия 9 км, Полянский 9 км, Кузоватово 10 км, Беркулейка 10 км, Латышский 12 км, Никольское 12 км, Томылово 13 км, Шемурша 13 км, Волынщина 14 км, Баевка 15 км, Коромысловка 15 км, Красный Бор 16 км, Приволье 16 км, Заводской 17 км, Верхнее Свияжское 17 км.

## Название
1. Кивать (с эрзя) — кев (камень) и атя (старик) — «божество Хозяин Камней»[2].
2. От эрзянского кев (камень) и вад (вода), что соответствует русскому топониму «Каменка» — «река с каменистым руслом».
3. Названо первыми жителями с села Кивать (Сурский район), на речке Киватки.

## История
Основано в XVII веке переселенцами из деревни Мордовская Ардаева Кивать (ныне Кивать (Сурский район)).
С постройкой первой церкви, в середине XVIII века, село стало называться Богородское Кивать.
В 1780 году, при создании Симбирского наместничества, село Кивать, при реке Томышев, крещёной мордвы, входило в состав Сызранского уезда.
На старой карте 1816 года село называлось Богородское Кивать (по церкви). [Карта 1816 г.]
В 1851 году село вошло в состав Сенгилеевского уезда Симбирской губернии.

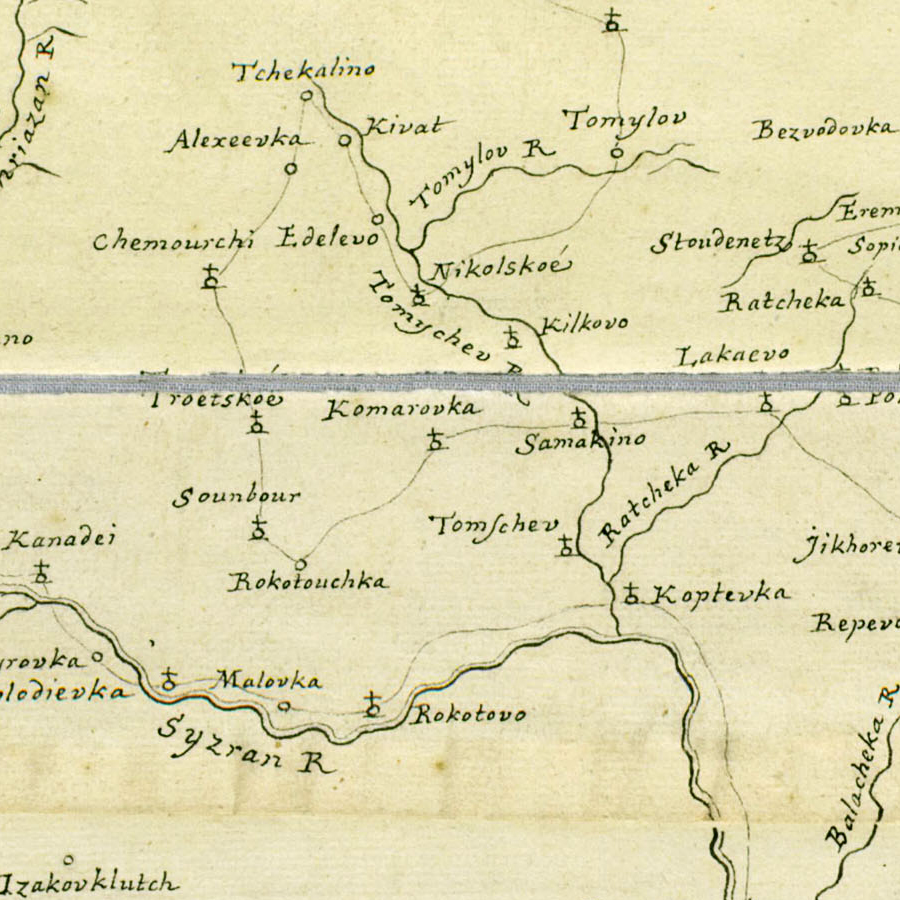
Село Кивать (Kivat) на 40-верстной карте "Симбирск, Самара и Петровск" 1729 г.

В 1859 году село Кивать, удельных крестьян, входило в 3-й стан Сенгилеевского уезда Симбирской губернии, в котором в 120 дворах жило 1357 человек, имелась церковь.                                                                                                                                                
Начальная земская школа открыта в 1860 году .
В сентябре 1887 года, при сильнейшей буре, поднялся пожар, истребивший в течение двух с половиною часов две трети домов. Сгорело двести одиннадцать домов вместе с церковью, а осталось сто четырнадцать домов. 
В 1890 году была построена новая деревянная церковь, с двумя престолами: главный — в честь Казанской иконы Божией Матери и в приделе — во имя свв. Апостолов Петра и Павла.

## Население
| 2010 |
| ---- |
| 1194 |

В 1900 г. в с. Кивати в 195 дворах: 1078 м. и 1014 ж.; сверх того раскольников поморского толка в 10 дворах: 48 м. и 54 ж.
1913 г. — 460 дворов, 2582 жителей.
2006 г. — 1478 человек, преимущественно мордва.

## Инфраструктура
Образование
- Дошкольная группа полного пребывания детей на базе МОУ СОШ с. Кивать[7]
- МОУ средняя школа с. Кивать имени д.т. н. А. И. Фионова.
- В XIX веке действовала министерская школа (начальное училище существовало с 1860).

Сельское хозяйство
Отделение колхоза «Заря».
Культура
Филиал МУК «Кузоватовская межпоселенческая библиотечная система» где функционирует абонемент, открыт читальный зал; на её базе 29 июня 2015 года открылась первая в Кузоватовском районе модельная библиотека. Лауреат конкурсов различного уровня. Сельский клуб.
В селе Кивать Кузоватовского района в июне 2012 года в третий раз прошёл Всероссийский фестиваль-конкурс мордовского фольклора и декоративно-прикладного творчества «Масторавань морот».

## Достопримечательности

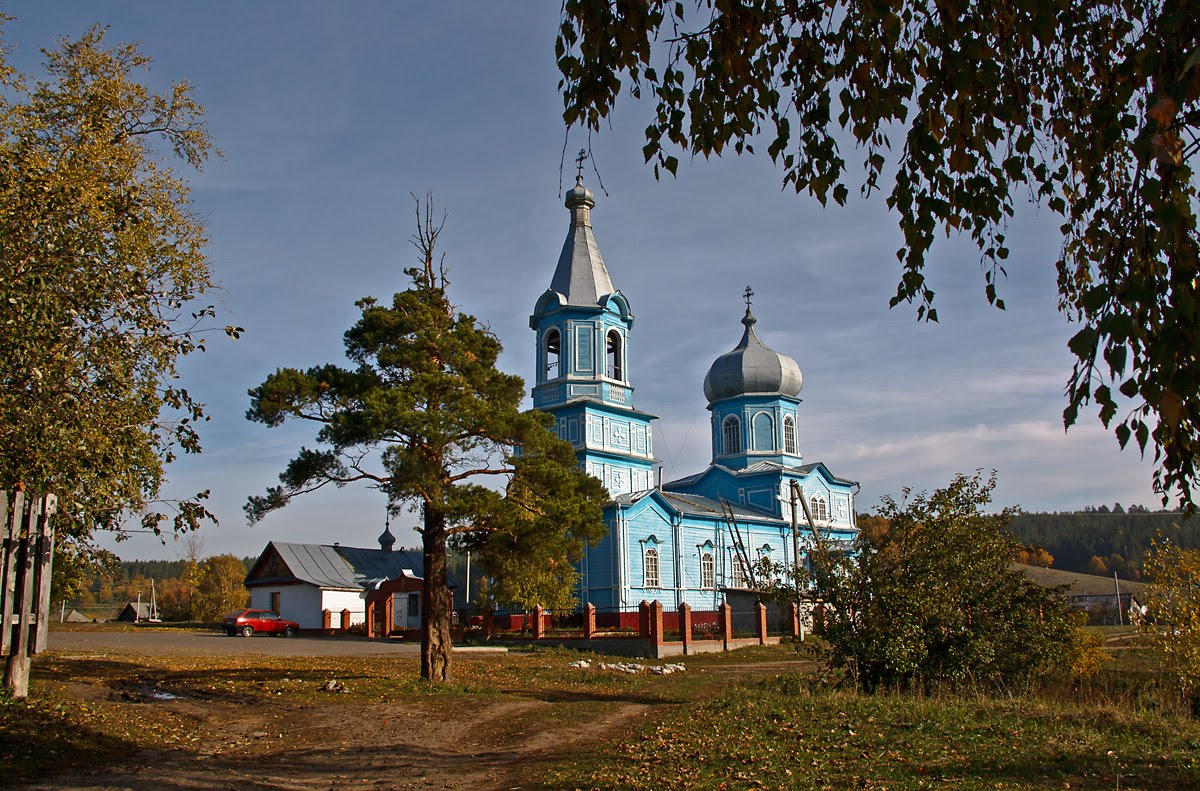
Храм в честь Казанской иконы Божией Матери

- На территории села найдена железная кольчуга, хранившаяся в музее В. Н. Поливанова (Поливанов В. Н. Археологическая карта Симбирской губернии. Симбирск, 1900 г.)[10]
- Казанский храм (Церковь во имя Казанской иконы Божией Матери[5][11][12][13][14][15][16][17][18].
- Колодец с колесом, нач. XX в.[19]
- Этнографический комплекс «Эрзянь эрямо тарка» («Мордовская усадьба»), построена в 2008 году.[20]
- Родник «У часовни», святой источник Новомученников и Исповедников Церкви Русской (село Кивать)[21].

## Транспорт
Через село проходят автодороги Ульяновск — Кузоватово — Старая Кулатка и Кивать — Еделево — Старое Томышево (М5).

## Улицы села
- Улица Гагарина
- Улица Горького
- Улица Кандрашкина
- Улица Мира
- Молодёжная улица
- Октябрьская улица
- Полевая улица
- Пролетарская улица
- Садовая улица
- Советская улица
- Учительская улица
- Улица Фионова